# 熊賜瓚
熊賜瓚（1648年12月12日—？年），字遜修，湖廣孝感縣人，南昌籍，習書經，康熙十一年壬子科二十二名舉人，康熙十五年丙辰科會試二十四名，二甲六名進士，康熙十五年四月二十一日改為庶吉士，康熙十七年七月授為翰林院編修，康熙二十四年四月充日講起居注官，康熙二十六年六月為浙江鄉試正考官，兵部督捕左理事官